# じもとホールディングス
株式会社じもとホールディングス（英: Jimoto Holdings, Inc.）は、仙台市青葉区に本社を置く金融持株会社。仙台銀行、きらやか銀行およびそれらの関係会社からなる金融企業グループを統合する純粋持株会社として機能している。

## 概要
宮城県に本店を置く第二地方銀行（第二地銀）の仙台銀行と山形県に本店を置く第二地銀のきらやか銀行が経営統合により、株式移転の形で設立された金融持株会社である。当初は、2011年を目処に統合を予定していたが、東日本大震災の影響などから、1年先送りで実施された。
2014年10月1日、HD本社にグループの本業支援を統括的に管理する為、本業支援戦略部を新設した。事業ニーズに即応し、協調融資を増やしたいとしている。また、15年度には公認会計士などの専門職をスカウトした上で部員を増員し、コンサルティングを深耕させたいとしている。
2009年以降、公的資金の注入を受けている。

## 情報処理システム
経営統合が決定する以前に、仙台銀は2013年5月から勘定系システムをNTTデータ次期共同センターへのリプレースの基本契約を行っていたが、経営統合後の2015年5月7日、きらやか銀がそれに併せ旧殖産銀行から継承したACROSS21から、同次期共同センターへのリプレースを完了している。

## 沿革
- 2012年（平成24年）
  - 10月1日 - 設立。東証第1部に上場。
  - 12月 - A種優先株式を取得・消却。金融機能強化法（震災特例）に基づくC種優先株式200億円、D種優先株式100億円を発行。
- 2014年（平成26年）
  - 9月4日 - 120%コールオプション条項付きの無担保転換社債型新株予約権付き社債を発行し、80億円を調達すると発表[12]。
  - 10月1日 - 本業支援戦略部を新設。
- 2015年（平成27年）
  - 6月 - 東北バンキングシステムズの株式を日本ユニシス（現・BIPROGY）に売却。持分法適用関連会社を外れる。
- 2016年（平成28年）
  - 11月11日 - 東京TYフィナンシャルグループと連携協定を締結[13]。
- 2020年（令和2年)
  - 11月20日 - SBIホールディングスと資本業務提携すると発表。2021年3月末までにじもとHD実施する第三者割当増資をSBI地銀ホールディングスが35億円で引き受け、SBIが筆頭株主となる[14][15][16]。
- 2023年（令和5年)
  - 9月1日 - 金融機能強化法に基づく国の資本参加の決定により整理回収機構に対してE種優先株式を発行することと、SBIグループが追加の資本参加をすることを決定[17]。
  - 11月1日 - 資本提携先であるSBIホールディングスのグループ企業・SBI地方創生バンキングシステム（東京）が提供する共通ATMサービスを全国で初めて導入。2024年3月までに両行の全292台ATMの入れ替える[18]。

- 2024年（令和6年)
  - 4月26日 - 大引け後(17:00)に業績・配当修正を発表。2024年3月期通期連結業績予想を純損益を17億円の黒字から234億円の赤字に下方修正した(二期連続の赤字)。経営傘下のきらやか銀行が2009年に受けた公的資金200億円に関して、予定していた同年9月の返済が困難と判断し、公的資金の返済を巡り国との協議を開始すると発表した。鈴木隆社長と川越浩司会長は経営不振の責任を取り、協議の進展を見極めてから辞任すると報じられる[19]。
  - 5月20日 - 9月期限の公的資金の返済が困難となっていたため、実質的に国の管理下に入る見通しとなったことが共同通信社によって報じられる[20]。
  - 6月20日 - 2024年3月期の優先配当金が無配となったことから、整理回収機構（実質は日本国政府）が所有する優先株式に議決権が発生。整理回収機構は、総議決権の63.52%を有する支配株主となった[21]。

## 関連会社

### 連結子会社
- 株式会社きらやか銀行
- 株式会社仙台銀行
- きらやかカード株式会社
- きらやかコンサルティング&パートナーズ株式会社
- 山形ビジネスサービス株式会社
- きらやかリース株式会社
- 株式会社仙台銀キャピタル＆コンサルティング
- 株式会社JimoTec

旧称エス・ワイコンピューターサービス→富士通山形インフォテクノ。当初は荘内銀行と旧山形しあわせ銀行のシステム運用・開発の受託会社だった。現在は、じもとHDなど地域金融機関向け情報システムのトータルアウトソーシングやアプリケーション開発を担う。2024年4月1日付けで、富士通が保有する51%の株式を約1億円で買い取り、じもとHDの完全子会社とした。